# 金樹基
金樹基（1936年—2020年6月），浙江天台人，其兄長為香港中文大學前校長金耀基教授。中華民國外交官。為中華民國駐韓國末任大使（及後因南韓於1992年改與中華人民共和國建交而離任），後任駐德國代表、駐俄羅斯代表，並於2004年退休。
金樹基於2020年6月初因病入院，約半個月後離世，享年84歲。